# 미나미오쓰카역
미나미오쓰카역(일본어: 南大塚駅)은 일본 사이타마현 가와고에시에 있는 철도역이다.

## 타는 곳
| ↑ 신사야마   |
| 2 \| 1       |
| 혼카와고에 ↓ |

| 1 | ■ 신주쿠 선 | 혼카와고에 행                                                         |
| 2 | ■ 신주쿠 선 | 도코로자와·고쿠분지·다나시·사기노미야·다카다노바바·세이부 신주쿠 방면 |

## 역세권 정보
- 국도 제16호선
- 가와고에 나들목(간에쓰 자동차도)

## 역사
- 1897년 11월 14일: 영업 개시.
- 1925년 2월 15일: 아히나 선이 개통. 근처에 있는 이루마 강에서 채취된 모래의 수송을 목적으로 건설되었다.
- 1967년: 이루마 강에서의 모래 채취가 금지됨에 따라 아히나 선이 영업을 중단.

## 사진

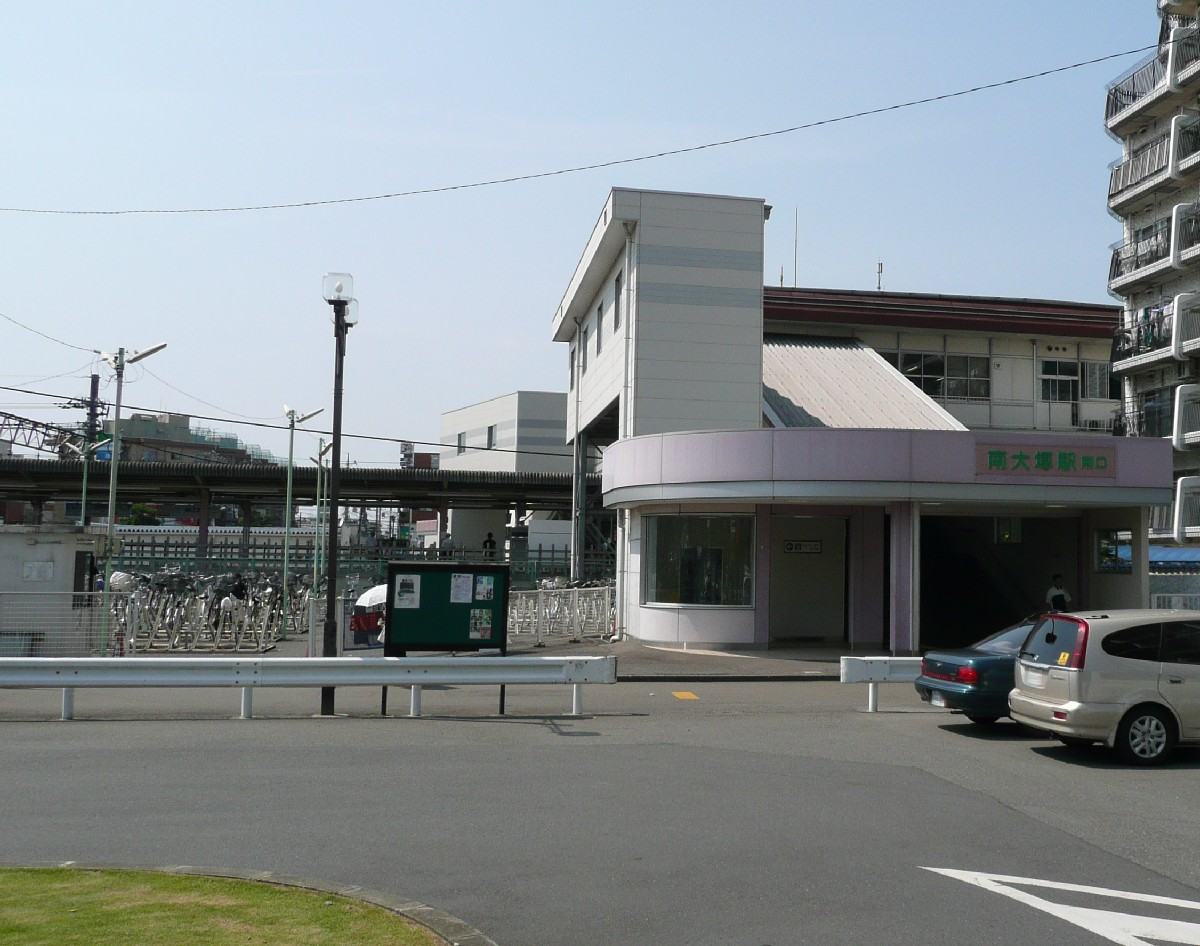
남쪽 출입구 모습(2008년 7월)
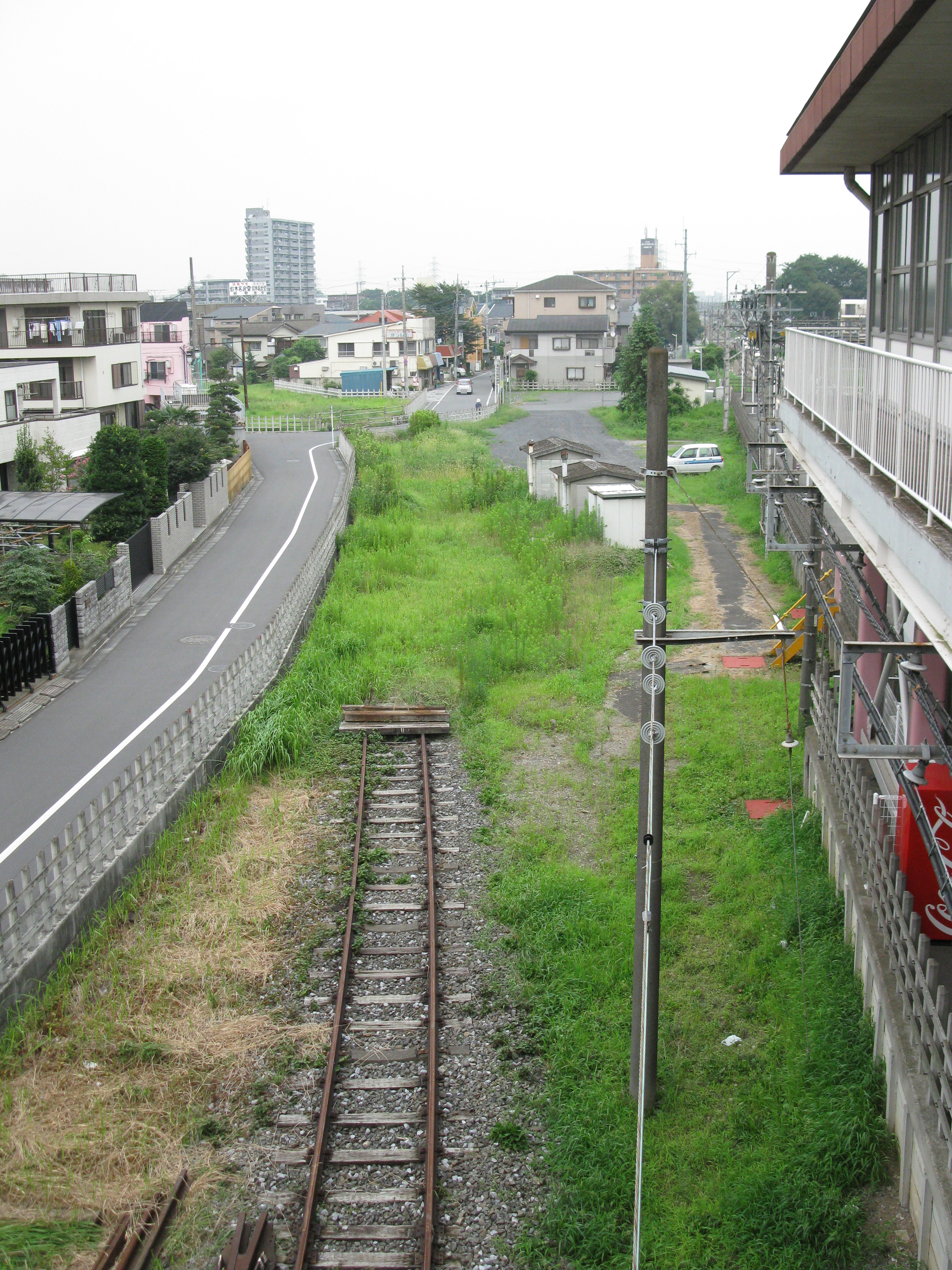
선로가 끊어진 아히나 선 모습(2009년 8월 6일)

## 인접역
| 세이부 철도 ■ 신주쿠 선     | 세이부 철도 ■ 신주쿠 선 | 세이부 철도 ■ 신주쿠 선    |
| --------------------------- | ----------------------- | -------------------------- |
| 신사야마 세이부 신주쿠 방면 | ■ 급행 ■ 준급 ■ 보통    | 혼카와고에 혼카와고에 방면 |